# 불워스
《불워스》(Bulworth)는 미국에서 제작된 워런 비티 감독의 1998년 코미디, 드라마, 멜로/로맨스 영화이다. 숀 애스틴 등이 주연으로 출연하였고 워런 비티 등이 제작에 참여하였다.

## 출연

### 주연
- 숀 애스틴
- 워런 비티
- 그레이엄 백켈
- 할리 베리

### 조연
- 돈 치들
- 노라 던
- 재키 게일
- 아리얀 A. 존슨

## 기타
- 공동제작: 프랭크 카프라 3세
- 공동제작: 빅토리아 토머스
- 미술: 딘 타불라리스
- 의상: 밀레나 카노네로
- 배역: 진 맥칼디
- 배역: 빅토리아 토머스